# Cerro Cañapa
Cerro Cañapa är ett berg i Bolivia.   Det ligger i departementet Potosí, i den sydvästra delen av landet, 400 km sydväst om huvudstaden Sucre. Toppen på Cerro Cañapa är 5 882 meter över havet, eller 1 579 meter över den omgivande terrängen. Bredden vid basen är 14,6 km.
Terrängen runt Cerro Cañapa är kuperad åt nordost, men åt sydväst är den bergig. Trakten runt Cerro Cañapa är nära nog obefolkad, med mindre än två invånare per kvadratkilometer.. Det finns inga samhällen i närheten. 
Omgivningarna runt Cerro Cañapa är i huvudsak ett öppet busklandskap.